# Jean Arnault
Jean Arnault (1951) es un diplomático francés especializado en procesos de paz y mediación que ha desarrollado su carrera en Naciones Unidas. Desde el 14 de noviembre de 2019 enviado personal del Secretario General de Naciones Unidas António Guterres para Bolivia. Arnault es especial conocedor de América Latina, habiendo sido de 2015 a 2018 representante especial del Secretario General para Colombia. También ha trabajado durante nueve años en el proceso de paz de Guatemala.

## Trayectoria
Se graduó en Filosofía de la Universidad de Sorbonne-Paris I y tiene un posgrado por la Politécnica de la London Central y fue profesor en el Instituto de París de Estudios Políticos, Sciences Po, en la especialización de acuerdos de paz y mediación. Es también un miembro distinguido no residente en el Centro de Cooperación Internacional de la Universidad de Nueva York. Habla francés, inglés, ruso y español.
En 1991 fue asesor político del Representante Especial para el Sáhara Occidental, Observador y Mediador en Guatemala desde 1992-1996 y entre 1997 y 2000 fue director de la desaparecida Misión de Naciones Unidas en Guatemala (Minugua) que fue creada para verificar el cese al fuego tras más de 30 años  del Conflicto Armado Interno y  el cumplimiento de los Acuerdos de Paz. Representante del Secretario General y Jefe de la Oficina de las Naciones Unidas en Burundi (ONUB) en 2000-2001, Representante Especial del Secretario General y Jefe de la Misión de Asistencia de las Naciones Unidas en Afganistán (UNAMA) de 2002 a 2006, Representante Especial del Secretario General y Jefe de la Misión de Observadores de las Naciones Unidas en Georgia (UNOMIG) de 2006 a 2008, Asesor Especial de las Naciones Unidas para el Grupo de Amigos de Pakistán democrático en 2009, miembro del Panel Independiente de Alto Nivel sobre las Operaciones de Paz, etc.
En verano de 2015 y durante tres años y medio fue el delegado del Secretario General de las Naciones Unidas, Ban Ki-moon como representante Especial y Jefe de la Misión de las Naciones Unidas en Colombia, concluyendo su mandato en diciembre de 2018.
El 14 de noviembre de 2019 se anunció que Arnault actuaría como represente personal del Secretario General de la ONU António Guterres para Bolivia. Según informó la ONU antes de su nombramiento se llevó a cabo consultas con varias partes.